# Jagerswijk
Jagerswijk, Gronings Joagerswiek, vroeger Jouwerswijk, is een buurtschap in de gemeente Midden-Groningen in de provincie Groningen in Nederland. Het ligt tussen Sappemeer en Achterdiep aan de Noordbroeksterstraat. Het buurtje wordt tegenwoordig in tweeën gedeeld door het verlegde Winschoterdiep. Het gedeelte ten noorden van het kanaal wordt gerekend tot de wijk Sappemeer-Noord. Deze naam staat ook op de plaatsnaamborden.
De naam Jagerswijk is een verbastering. De wijk waaraan het buurtje ligt is oorspronkelijk aangelegd door kolonisten uit Joure, de oorspronkelijke naam was Jouwerswijk, in het Gronings werd dat Jauwerswiek, waaruit Jagerswijk gevormd werd. Tot Jagerswijk rekende men ook een deel van Spitsbergen.
De Jagerswijk en het Achterdiep werden in 1630 gegraven voor het turfvervoer uit de Sappemeerstervenen.